# 비블리오드라마
비블리오드라마(Bibliodrama)는 성경을 더욱 가까이 하며 더 구체적으로 체험하여 신앙을 고취하고자 하는 목적으로 개발되었다. 그리고 그 개념은 1921년 J. R. 모레노(Moreno)가 만든‘심리극(psychodrama)’의 영향을 받아 생기게 되었다고 전해진다. 하지만 모레노가 비엔나를 떠나 미국에서 본격적으로 활동한 50년대가 비블리오드라마의 탄생과 더욱 관련 깊다. 당시 유럽교회의 약화는 교회 전반에 걸친 반성과 새로운 방법론에 대한 숙고를 가져왔다. 이때는 연극계에서는 그 과정의 치료적, 교육적 효과에 대하여 주목하였고 모레노의 심리극은 치료와 집단심리치료로서의 시발점이 되었다. 이런 배경 가운데 심리극과 연극적 방법에 훈련된 기독교인들은 비블리오드라마라는 한 분야가 시도하기 시작하였다. 그러나 비블리오드라마의 기원이 오로지 심리극에만 있는 것은 아니었다. 성경의 본문을 사용한다는 측면에서 비블리오드라마는 독서치료(bibliotherapy)와 예술치료를 포함하는 통합적 문학치료 그리고 인간의 심리를 다룬다는 측면에서 심리학의 영향을 직간접적으로 받았던 것이 사실이다. 또한 비블리오드라마는 기독교전통, 특히 성경의 읽고 반응하는 전통에서도 그 뿌리를 찾을 수 있다. 기독교인들은 성경을 ‘하나님의 말씀’으로 읽고 묵상하며 그 모범을 따르려는 열망을 가지고 언제나 노력하였고, 교회사에서‘렉치오 디비나’(lectio divina)라고 불리는‘영적 독서(spiritual reading)’나 ‘성극’의 영향을 받았으며 어느 정도 유대교의 전통적인 성경해석법인 ‘미드라시(Midrash)’를 포함한 여러 가지 성경해석의 전통들도 비블리오드라마의 기원과 관련 있다. 비블리오드라마는 심리극과 연극치료처럼 연극적 방법에 주목한다. 왜냐하면 드라마 혹은 연극적 방법이 인간의 삶을 모사한 것으로 삶의 과정과 가장 흡사한 방법이기 때문이다. 필 존스(Phil Jones)는 그의 책 <Drama as Therapy>에서 연극이나 드라마는 공기나 음식, 섹스와 같이 인간에게 본질적인 것이라고 강조하면서 말하기를“(사람들은) 드라마와 연극에 참여함으로써 무의식과 정서적 과정의 연관하며, 그 참여를 통해 유희와 창조에 대한 인간 본연의 욕구가 충족된다. 드라마와 연극에서 사람들이 함께 어우러지는 축제적 행동은 사회적으로나 심리적으로 중요한 의미를 가진다. 연극은 일상의 현실과 별개의 활동이지만 그와 동시에 현실을 성찰하고 그에 반응하는 절대적인 기능을 행사한다.”고 말하였다. 비블리오드라마는 이런 연극적 방법과 이를 바탕으로 형성된 심리극적 방법을 차용하고 있다. 비블리오드라마는 현재 유럽의 독일, 스웨덴, 덴마크, 네덜란드, 핀란드에선 잘 알려졌으며, 미국에서는 특별히 1984년 이후 피터 A. 피젤(Peter A. Pitzele)박사가 미드라시(Midrash)적 비블리오드라마를 활발히 시행하고 보급하고 있다. 유럽과 미국 비블리오드라마는 각자의 상황 가운데서 개별적으로 시행되었고 교류의 역사는 그리 오래되지 않았다. 한국에서 비블리오드라마는 걸음마 단계로 아직까지 생소한 분야로 남겨져 있다. 그것도 그럴 것이 세계적인 백과사전인 브리테니커(Britannica)에서도‘비블리오드라마’항목이 아직 없을 정도로 비블리오드라마는 아직 잘 알려지지 않은 분야이다. 비블리오드라마의 시작은 먼저 실천적 분야에서부터 일어났고 이론적 정립은 나중에 이루지기 시작했다. 그렇기 때문에 여러 갈래로 나뉘어 수많은 유형으로 존재하고 있다. 하이덴라이히(Heidenreich)는 이런 비블리오드라마는 “짧은 유행 속에서 발견되고 많은 공급자들이 같은 상표로 여러 가지 것들을 제공하면서 방법의 장을 열었다.”라고 말하며 비블리오드라마 개념의 팽창에 대해서 이야기 했다. 비블리오드라마는 연출자(Director)들의 교육적 배경과 개성에 따라서 나뉘었고, 그들이 속한 공동체의 상황과 필요에 따라 영향 받은 수많은 유형이 독자적으로 생기게 된 것이다. 이러한 특징은 독일을 위시한 유럽과 미국의 비블리오드라마가 교류 없이 각각 발달하였다는 사실에서 명확히 나타난다. 이러한 비블리오드라마의 형성과 발달과정은 방법적으로 다양성을 확보한다는 면에서 긍정적일 수 있지만, 서로가 공유하는 고유의 정체성이 찾고 분명한 원칙과 철학을 찾아야 한다는 과제를 안고 있으며 아직까지 통일된 정의는 찾아볼 수 없다. 그렇다면 이렇게 팽창된 비블리오드라마의 정체성은 어디에서 찾아야 할까? 그것을 비블리오드라마(Bibliodrama)라는 용어와 발생 배경에서 찾아 볼 수 있다. 비블리오드라마(Bibliodrama)라는 용어는 ‘biblion(biblon)'과 'Drama'의 합성어이다. ‘biblion(biblon)'은 기독교 신앙을 기초이자 절대적인 기준인 '성경'을 의미하는 그리스어이고, 'Drama'는 삶의 진실을 탐구하기 위한 효과적인 도구를 의미한다. 그렇기에 성경이 빠진 비블리오드라마는 상상할 수 없으며 존재할 수도 없다. 비블리오드라마는 항상 성경으로 시작하며 성경을 중심으로 진행되어 적용되고 종결된다. 그러므로 비블리오드라마는 반드시 성경의 사상에 충실한 복음주의적인 활동이어야 한다. 만일 비블리오드라마가 성경과 그 사상을 포기하면 그것은 결코 비블리오드라마일 수 없을뿐더러 오히려 성경을 하나의 도구로 전락시키는 것이 된다. 두 번째로 비블리오드라마의 정체성은 그것이 고안된 배경에서 찾아져야 한다. 비블리오드라마는 심리극이나 연극(치료)를 공부한 기독교인들이 교회를 위한 활동으로 고안하기 시작하였다는 면에서 교회현장을 중요시해야 한다. 비블리오드라마는 신앙인과 그들의 모임인 교회를 위하는 활동으로 만일 비블리오드라마가 교회현장을 떠난다면 그때부터 비블리오드라마로서의 정체성이 의심받기 시작할 것이다. 그러므로 비블리오드라마는 예수그리스도를 구주로 고백하는 성도들이 하나님을 만나 거룩한 삶을 살아갈 수 있도록 하는 설교나 성경공부와 같은 방법인 동시에 성도들의 삶에서 겪는 실제적인 문제를 다루는 집단 심리치료의 한 방법으로 정의할 수 있을 것이다. 교회는 계속해서 성도들이 하나님의 말씀을 따라 살 수 있도록 도와왔으며 더욱 효과적인 방법들을 고민하고 개발해 왔다. 최근에는 이러한 목회 영역에서 성도들이 신앙생활을 하면서 가지는 실제적인 문제를 해결하는 한 방법으로 목회상담에 많은 관심을 가져왔다. 그 결과 신학과 심리학을 통합하는 모델들이 많이 제시되었다. 이와 같은 모델 중 하나가 비블리오드라마라고 할 수 있다. 비블리오드라마는 신학적 원칙 특히 성경해석학이나 설교학, 목회학과 같은 원리에 따라 성도의 삶을 성경을 통해 하나님과 만나게 도우며, 성도들의 삶에서 겪는 실제적인 문제를 집단심리치료적으로 접근하여 돕는 한 방법이다. 그러나 종전 비블리오드라마는 세속적 사이코드라마나 연극(치료)의 기법과 원리를 가져와 성경을 자기 삶과의 연관에서 접근하였다. 이것은 성경을 가지고 한다는 측면에서 성경적인 것처럼 보이지만 그 내용을 살펴보면 기독교적 철학이 부재함을 알 수 있다. 기존의 비블리오드라마의 진행은 성경을 읽고 내용을 숙지하여 대략의 대본이 그려지면 그것을 연극적인 방법으로 실연한다. 그리고 실연과정에서 참여자들은 맡은 역할 속에서 느끼는 것을 토대로 토론하고 경험하며 성경을 해석해 간다. 그 과정에서 자신의 삶의 문제가 발견 되고 그 삶의 이야기는 다양한 방법으로 다루어진다. 즉 성경을 자기 경험에 비추어 탐구하는 제한적인 방법을 취하고 있는 것이다. 이것에 비해 성경을 대하는 신학 및 성경해석학의 원리는 다르다. 우선 성경을 읽고 그 성경이 말하고자하는 바를 신학적이며 역사적이고 문학적인 객관적이면서 증명된 방법으로 찾아내는 해석의 과정을 거쳐 성경이 정확히 말하고자 하는 메시지를 찾아낸다. 그리고 그렇게 받은 하나님의 말씀은(때로는 이해할 수 없어도) 소화하는 과정을 거쳐 삶에 적용하며 삶을 재확립해 가는 방법을 취해야 한다. 그렇다고 그 비블리오드라마 방법이 무가치 한 것은 아니다. 비블리오드라마의 방법은 목회현장에서 다방면으로 유효하다. 그러나 아무리 좋은 도구라 할지라도 그것이 어떤 철학과 원칙에서 사용되느냐에 따라 그 결과는 상이하게 나타난다. 그러므로 비블리오드라마에 있어서 신학적인 배경과 원칙은 매우 중요하며 비블리오드라마는 이 부분에 대한 숙고가 필요하다. 이제 비블리오드라마는 기독교적 패러다임으로 해석되어야 하며, 정립되어야 할 것이다. 왜냐하면 비블리오드라마는 거듭난 사람이 말씀을 풍성케 하는 신앙적 방법이며 교육적이며 치료적 접근이어야 하기 때문이다. 그러나 종전에는 그 원리와 원칙에 소홀히 한 채 성경의 원래적 의도보다는 현재적 의미에 더 많은 관심을 두었던 것이 사실이다. 이런 비블리오드라마의 현주소는 ‘신학적 부재’로 평가될 수 있다. 그렇다면 신학적 부재에 대한 대안은 무엇일까? 그것은 마땅히 비블리오드라마의 신학적 정립에서 찾아져야 할 것인데 문제는 “과연 누가 ‘비블리오드라마의 신학적 정립’이라는 작업을 완수할 수 있을 것인가?”이다. 연구자는 이러한 작업을 할 수 있는 사람의 조건으로, 그는 신학자이면서 심리학자인 사람이어야 한다고 생각한다. 신학자이면서 심리학자인 사람으로서, 한국에선 국제신학대학원의 심수명을 주목할 수 있다. 그는 신학과 심리학, 교육학과 목회현장을 아우르는 목회상담자로그의 관점은 비블리오드라마의 신학적 정립에도 유효하다. 심수명은 그의 대표적인 저서 <인격치료>에서 신학과 심리학의 통합의 필요성에 대해서 다음과 같이 강조하였다.
“신학과 심리학은 서로 갈등하는 것이 아니라 서로 보완하는 관계를 가진다. 양자가 갈등하는 것은 경험적 사실에 관한 것이 아니라 경험에 앞선 원리나 전제와 관련되어 있다. 신학자나 심리학자는 동일한 사실을 본다. 그러나 양자는 이 사실을 수집하고 해석하고자 하는 전제가 다르다. 따라서 심리학이 행동주의나 실험주의의 관점에서 벗어나 인본주의 심리학자처럼 인간의 정서와 가치와 희망을 인정한다면 보다 넓은 관점을 수용하게 되는 것이며, 또한 인간의 차원을 넘어서는 신적인 초자연적 만남을 인정할 때 비로소 심리학은 가장 포괄적인 관점을 갖추게 될 것이다.”
심수명은 기독교상담자는 성경의 계시를 다루는 신학과 일반계시의 영역인 심리학의 지식은 서로 모순되지 아니한다고 말하면서 이 두 영역을 조화롭게 견지할 때의 유익에 대하여 보여주고 있다. 그는 계속해서 다음과 같이 말한다.
“(기독교 상담자들은) 이 두 지식의 본체를 조화시키려고 노력해야 한다. 그리고 자료를 곡해하거나 사실을 강요하는 것이 아니라 더욱 명확하고 분명한 자료를 획득하기 위해서 더 많이 연구하고 노력해야 한다. 결국 심리학과 기독교는 분열이 아니라 온전한 진리의 발견을 위해 서로가 필요한 것이다.”
심수명은 기독교인의 신앙과 인격의 성장을 위해선 특별계시인 성경의 진리를 다루는 신학과 일반계시의 진리 중 심리학적 방법이 모두 유용하며 이 둘을 통합적으로 사용한다면 두 영역의 지식의 영역이 넓어져 효과적임을 그의 학자적 연구와 오랜 목회의 경험으로 증명해 주고 있다. 더 나아가 이러한 관점에서 그는 신학과 심리학을 통합하여 인격 성숙에 목표를 두고 집필한 제자훈련 교재인 <전인성숙을 위한 제자훈련 시리즈>에서 다음과 같이 말하고 있다.
“ (기독교 교육) 방법의 핵심은 내면의 인격이 변화하도록 하는 교육이어야 합니다. 그 방법론은 사랑을 느끼는 교육이어야 합니다. 그가 하나님의 사랑에 감동되어 하나님을 향한 헌신이 삶의 비전과 내용, 인격까지 바꿀 수 있도록 도전을 주어야 합니다. 이 과정에서 인격 변화를 위한 성경공부, 그리고 자신의 성향과 성경의 변화를 위한 심리치료나 상담훈련 등을 권하고자 합니다. 상담학적인 방법이 인격 변화에 도움이 되는 이유는 인간 성숙에 대한 방법론에 있어 심리학 분야에서 많은 연구가 되어 있기 때문입니다.”
심수명은 신자들의 인격 성숙을 위해 심리학적 방법이 효과가 있다고 그의 오랜 연구결과를 통해 말하고 있다. 따라서 비블리오드라마 또한 신자들의 신앙과 인격의 성숙을 위해 심리학적 방법을 사용할 수 있다
기존의 비블리오드라마의 ‘신학적 부재’는 신학과 심리학의 적절한 통합이라는 방향에서 그 정체성과 활용 가능성을 찾아야 할 것이다.
기존의 비블리오드라마가 신학적 부재로 인한 근거가 취약했다면 비블리오드라마의 방법은 여러 가지 측면에서 유용성을 지녔다. 우선 비블리오드라마는 연극적 방법을 사용하는 교육적 유용성을 가지고 있다. 그것은 첫째, 이 방법은 참여하는 사람들이 풍부한 상상력, 창의성, 예리한 관찰력, 정확한 구변, 발표력, 다양한 신체활동, 정서함양과 풍부한 감성 개발 등의 능력과 기술을 향상시킬 수 있다. 둘째, 연극적 방법을 통하여 사람들은 전체를 위해 자신의 의견을 양보하거나 때로는 희생하는 경험을 하기도 하고, 타인을 이해하고 설득하고 이들과 타협하는 능력, 협동 정신을 배양한다. 셋째, 타인의 입장이 되어 봄으로써 다름 사람들을 이해하고 객관적인 식견을 가질 수 있게 되며 주어진 역할을 통해 목표를 효과적으로 수행해 나가는 등의 공동체 생활의 경험과 지혜를 터득하게 된다. 그리고 연극은 종합예술로서 참가자들은 문학, 역사, 신화, 전설, 음악, 미술, 무용, 의상, 사상, 지리, 풍속, 그리고 종교, 문화와 같은 영역들을 두루 섭렵할 수 있다. 또한 비블리오드라마는 집단심리치료의 기능을 수행하여 개인의 갈등해결과 심리치료 기능을 수행하고 더 나아가 집단 상호작용을 통한 치유와 성장을 가능하게 해준다. 그리고 성경을 탐험하고 그것을 중심으로 진행되는 활동으로 신앙성장을 가능하게 해주는 등 여러 가지 가능성을 가지고 있다.

## 참고한 자료
- 이범석,"비블리오드라마",(서울: (주)한국학술정보, 2008)[쪽 번호 필요]